# Otomys jacksoni
Otomys jacksoni é uma espécie de roedor da família Muridae.
Pode ser encontrada nos seguintes países: Quénia e Uganda.
Os seus habitats naturais são: campos de altitude subtropicais ou tropicais.
Está ameaçada por perda de habitat.